# Kanton Issy-les-Moulineaux
Der Kanton Issy-les-Moulineaux ist seit 2015 ein französischer Kanton im Arrondissement Boulogne-Billancourt, im Département Hauts-de-Seine und in der Region Île-de-France. Sein Hauptort ist die Stadt Issy-les-Moulineaux. 

## Gemeinde
Der Kanton Issy-les-Moulineaux ist identisch mit der Gemeinde Issy-les-Moulineaux.

## Bevölkerungsentwicklung
| Jahr      | 2013   | 2018   | 2022   |
| Einwohner | 65.662 | 68.260 | 67.695 |

Quellen: Cassini und INSEE